# Cahit Aral
Hüseyin Cahit Aral (* 1927 in Elazığ; † 1. November 2011 in Istanbul) war ein türkischer Politiker. Er war Abgeordneter in der Großen Nationalversammlung der Türkei und von 1983 bis 1987 im Kabinett Özal I Minister für Industrie und Handel.

## Leben
Cahit Aral wurde 1927 als Sohn der Grundschullehrer Fatma und Hakkı Aral geboren. Er studierte Maschinenbau an der İstanbul Teknik Üniversitesi.
Cahit Aral arbeitet einige Jahre in der türkischen Industrie. Er gehörte zu den Gründern der Anavatan Partisi (ANAP), die 1983 nach dem Militärputsch 1980 gegründet wurde, und zog 1983 in die türkische Nationalversammlung als Abgeordneter für Istanbul ein. Im Kabinett von Turgut Özal war er Minister für Industrie und Handel.
In Erinnerung blieb Aral für sein "Macht euch keine Gedanken", während er betont lässig ein Glas Tee trank. Die Aussage traf er nach der Nuklearkatastrophe von Tschernobyl vom 26. April 1986, um die möglichen Folgen für die Menschen in der Schwarzmeerregion herunterzuspielen, wo sich auch die großen Teeplantagen der Türkei befinden. Dafür erhielt er den Spitznamen „Bekerel Cahit“.
Cahit Aral starb am 1. November 2011 im Florence-Nightingale-Krankenhaus in Istanbul an Herzversagen. Er wurde mit einem Staatsbegräbnis auf dem Friedhof Zincirlikuyu bestattet.